# Še enkrat 17
Še enkrat 17 (v izvirniku 17 Again) je ameriški komični film iz leta 2009. V Združenih državah Amerike je izšel 17. aprila 2009.

## Zgodba
Sedemnajstletni Mike O'Donnell (Zac Efron) v srednji šoli kaže velik talent pri košarki. Izgleda, kot da ima vse, a malo pred tekmo, s katero naj bi si pridobil štipendijo, mu njegovo dekle Scarlett (Allison Miller) pove, da je noseča. Mike vrže stran vse, štipendijo in šolanje, Scarlett pa zasnubi.
Dvajset let pozneje se Mike (Matthew Perry) in Scarlett (Leslie Mann) ločujeta. Scarlett ga vrže iz hiše in prisiljen se je preseliti k svojemu čudaškemu prijatelju Nedu Goldu (Thomas Lennon). Nekega dne se na poti iz službe odpravi v svojo bivšo srednjo šolo, ki jo zdaj obiskujeta njegova hči Maggie (Michelle Trachtenberg) in sin Alex (Sterling Knight), kjer sreča čudaškega hišnika (Brian Doyle Murray). Ko pride domov ugotovi, da se je čarobno spremenil nazaj v sedemnajstletnika.
Ko ga Ned vidi v svoji hiši, misli da je tat in preden se vse skupaj razjasni, se že stepeta. Kasneje se odločita, da se bosta pretvarjala, da je Mike Nedov sin (poimenovala sta ga Mark) in da se bo Mike/Mark vpisal nazaj na srednjo šolo. Najprej misli, da je to njegova druga priložnost, a kaj kmalu ugotovi, da mora pomagati svojima otrokoma, Maggie in Alexu. Maggie namreč hodi s kapetanom košarkarske ekipe, Stanom (Hunter Parrish), ki pa ustrahuje Alexa. Hkrati pa želi izboljšati svoj odnos s Scarlett, kar mu deloma tudi uspe. Med vsem tem pa Ned hodi z ravnateljico Mikove šole, Jane Masterson (Melora Hardin).
Na koncu se Mike spremeni nazaj v sedemintridesetletnika in ponovno zaživi z družino, sprejme pa tudi službo trenerja košarke na srednji šoli. Maggie s Stanom konča, medtem ko Ned in ga. Masterson nadaljujeta s svojim razmerjem.

## Igralska zasedba
- Zac Efron kot Mike O'Donnell (17 let)/"Mark Gold"
- Leslie Mann kot Scarlet O'Donnell (37 let)
- Thomas Lennon kot Ned Gold (37 let)
- Michelle Trachtenberg kot Maggie O'Donnell
- Sterling Knight kot Alex O'Donnell
- Hunter Parrish kot Stan (Maggijin fant)
- Melora Hardin kot ravnateljica Jane Masterson
- Matthew Perry kot Mike O'Donnell (37 let)
- Jim Gaffigan kot trener
- Nicole Sullivan kot Naomi
- Brian Doyle Murray kot hišnik
- Margaret Cho kot učiteljica
- Allison Miller kot Scarlet O'Donnell (17 let)
- Tyler Steelman kot Ned Gold (17 let)
- Josie Lopez kot Nicole, Alexovo dekle
- Katerina Graham kot Jamie

## Pesmi
17 Again: Original Motion Picture Soundtrack je izšel 21. aprila 2009.

### Seznam pesmi
Vse pesmi je napisal in uglasbil Rolfe Kent.
| Št.             | Naslov                             | Dolžina |
| --------------- | ---------------------------------- | ------- |
| 1.              | „Opening (Game Theme)‟             | 0:42    |
| 2.              | „Scarlett (Scarlett Theme)‟        | 1:36    |
| 3.              | „Mike Realises‟                    | 1:54    |
| 4.              | „The Big Promotion‟                | 0:25    |
| 5.              | „Mike is Wistful‟                  | 1:19    |
| 6.              | „Mike Sees the Janitor‟            | 3:08    |
| 7.              | „Mark and Ned Fight‟               | 2:38    |
| 8.              | „Tracking the Janitor / The Trail‟ | 1:40    |
| 9.              | „Mark Starts School‟               | 1:55    |
| 10.             | „Stan Appears‟                     | 0:24    |
| 11.             | „It's Not About Basketball‟        | 1:50    |
| 12.             | „Sex Ed‟                           | 0:50    |
| 13.             | „Stan Beats Up Mark‟               | 0:52    |
| 14.             | „Scarlett's Garden‟                | 1:39    |
| 15.             | „Alex Saves the Game‟              | 1:57    |
| 16.             | „Mark Cheers Maggie‟               | 1:29    |
| 17.             | „Elfish at Dinner‟                 | 0:38    |
| 18.             | „Punch / Deer and Lioness‟         | 1:30    |
| 19.             | „Manchild Kiss‟                    | 1:30    |
| 20.             | „Race to The Courthouse‟           | 1:05    |
| 21.             | „I Lost My Way‟                    | 3:34    |
| 22.             | „Mark Practices‟                   | 0:49    |
| 23.             | „Suddenly She Knows‟               | 3:06    |
| Skupna dolžina: | Skupna dolžina:                    | 36:30   |